# Eder
Eder je řeka v Německu. Je to levostranný přítok řeky Fuldy protékající spolkovými zeměmi Severní Porýní-Vestfálsko a Hesensko. Délka řeky je 177 km. Plocha povodí měří 3 362 km².

## Průběh toku

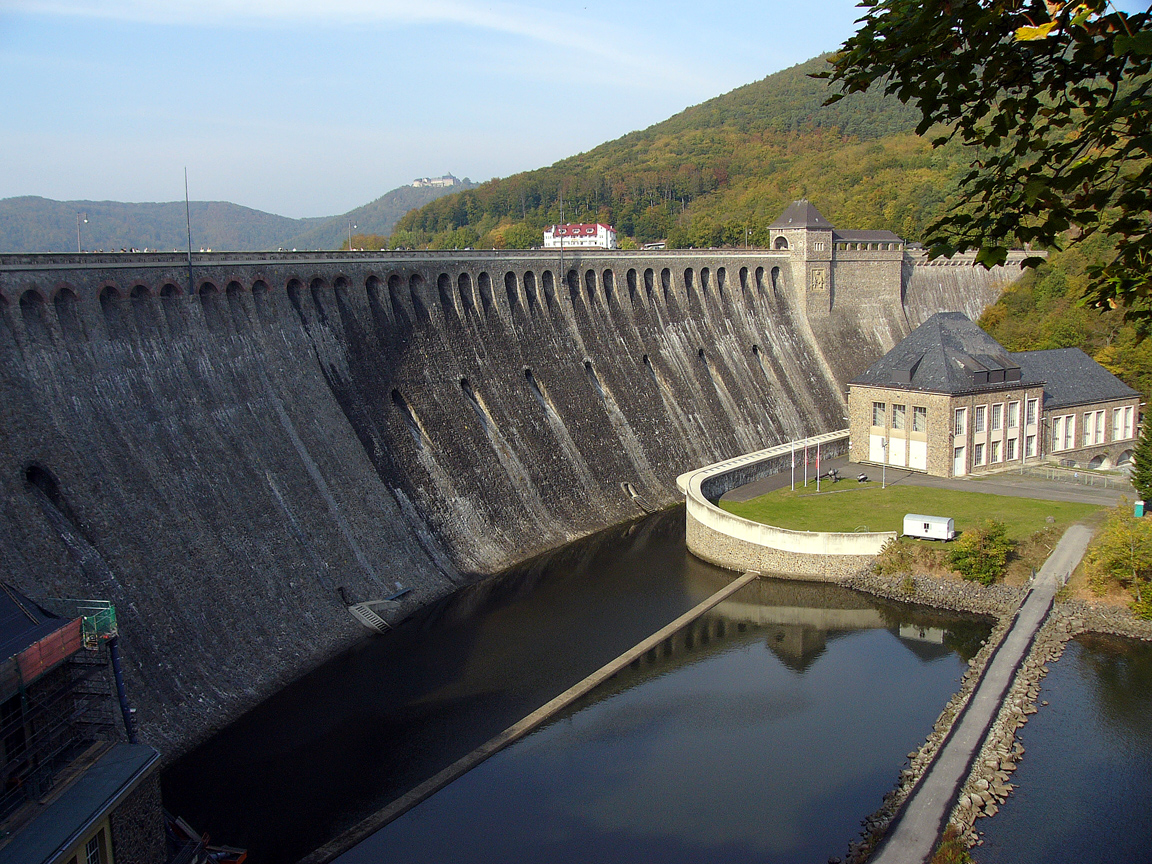
Vodní nádrž Edersee

Řeka Eder pramení na jihovýchodě spolkové země Severní Porýní-Vestfálsko, v jihovýchodní části vrchoviny Rothaar, na úbočí vrchu Ederkopf (648,8 m), v nadmořské výšce 621 m. Teče převážně východním až severovýchodním směrem. Protéká městy Battenberg, Frankenberg a Waldeck, u kterého vzdouvá její hladinu v délce 28,5 km vodní nádrž Edersee. Dále protéká městem Fritzlar, pod kterým přijímá zprava svůj nejvýznamnější přítok řeku Schwalm a městem Felsberg. Po několika dalších kilometrech ústí zleva do řeky Fuldy, v nadmořské výšce 143 m, jižně od Kasselu. V místě ústí je řeka Eder celkově větší, než je samotná Fulda.

### Větší přítoky
- levé –
- pravé – Schwalm

## Vodní režim
Průměrný průtok u města Fritzlar činí 24,1 m³/s.
(nad soutokem s řekou Schwalm)